# کورک (دیر)
کَورَک، روستایی است از توابع بخش بردخون در شهرستان دیر استان بوشهر ایران.

## جمعیت
این روستا در دهستان بردخون قرار داشته و بر اساس آمار محلی سال ۱۳۸۳ جمعیت آن ۶ نفر (۲ خانوار) بوده‌است. احتمال می‌رود اخیراً غیر مسکونی شده باشد.